# كارين دونبار
كارين دونبار (بالإنجليزية: Karen Dunbar)‏ هي ممثلة بريطانية، ولدت في 1 أبريل 1971 في آير في المملكة المتحدة.

## وصلات خارجية
- الموقع الرسمي
- كارين دونبار على موقع IMDb (الإنجليزية)
- كارين دونبار على موقع قاعدة بيانات الفيلم (الإنجليزية)